# 炎天夢 東京湾臨海署安積班
『炎天夢 東京湾臨海署安積班』（えんてんむ とうきょうわんりんかいしょあずみはん）は、今野敏著の警察小説シリーズ「安積班シリーズ」の1作で、2019年6月15日に発売された長編。

## 概要
臨海署管内で若い女性の絞殺死体が発見されたことから捜査本部が設置される。安積たち刑事課強行犯第一係と相楽率いる第二係が共に同じ事件を捜査する。
本作においては、警視庁捜査一課・佐治警部との対立が軸となっている。対して相楽は安積に対してはあまり反発せず、対立もそれほど見られない。

## あらすじ
臨海署管内の江東マリーナで、グラビアアイドル立原彩花こと島谷彩子の絞殺死体が発見され、臨海署に捜査本部が設置される。警視庁からは捜査一課殺人犯捜査第五係がやって来る。係長は佐治基彦で、安積とは何かと対立していたこともあり、あまり一緒にはやりたくないと安積は思っていた。
やがて、彩子のサンダルが船から発見される。船の持ち主は柳井武春といい、大手芸能プロダクションの社長でかなりの影響力を持つ実力者であった。噂では、柳井と彩子は愛人関係にあったということであった。
捜査本部では、刑事部長の白河耕助が「柳井さんが被疑者ということはないだろうな」と意味深な言葉を口にする。白河と柳井は個人的に付き合いがあり、暗に圧力をかけようとしているのではという雰囲気が捜査本部に流れるが、池谷管理官は「そういうこともあり得ない事ではありません」と口にしたことで、捜査員たちに余計な忖度をしないよう釘を刺す。
また、安積のもとには目黒署時代の先輩だった刑事で、現在は警視庁捜査一課の特命捜査第四係所属である海堀良一が電話をかけてくる。そこで安積は、海堀からある難題を突き付けられてしまうことになる。　

## 登場人物

### 東京湾臨海署
安積剛志（あずみ つよし）
刑事課強行犯第一係の係長で、階級は警部補。
村雨秋彦（むらさめ あきひこ）
巡査部長。係では唯一の妻子持ち。
須田三郎（すだ さぶろう）
巡査部長。安積を「チョウさん」と呼んでいたが、現在は「係長」と呼んでいる。恰幅のいい体系で刑事とは思えないような見た目だが、鋭い洞察力を持つ。
水野真帆（みずの まほ）
須田の同期で『烈日』の「新顔」より安積班に加入した部長刑事（巡査部長）。前部署は鑑識。
黒木和也（くろき かずや）
巡査で、須田とコンビを組む。精悍なアスリートのような外見の持ち主。口数は少なめ。
桜井太一郎（さくらい たいちろう）
巡査。安積班で最も若い刑事。村雨の指導を受けている。
相楽啓（さがら けい）
強行犯第二係係長。元警視庁捜査一課刑事で、佐治の元部下だった。佐治のことは「苦手な上司」と安積に語っている。
荒川秀行（あらかわ ひでゆき）
強行犯第二係刑事。臨海署刑事の中では最も高齢。予備班として捜査に参加。
日野渡（ひの わたる）
強行犯第二係刑事で、相楽班の若手。相楽に頼まれる形で柳井と白河の関係を調べる。
石倉進（いしくら すすむ）
刑事課鑑識係の係長。

### 警視庁交通機動隊
速水直樹（はやみ なおき）
警視庁交通機動隊小隊長。安積とは同期で、署の内部事情に精通している。

### 警視庁刑事部捜査一課
佐治基彦（さじ もとひこ）
捜査一課殺人犯捜査第五係係長（警部）。安積とは捜査方針を巡り対立する。また、安積が警視庁の人間と親しくすることにもいい顔をしない。事件解決後のエピローグでは安積に「あんたのやり方は生ぬるいが、今回はそのやり方が功を奏した」と一定の評価も口にしている。
矢口雅士（やぐち まさし）
捜査一課の若手刑事で、本作では須田と行動を共にする。かつて安積と組んだこともあった。生意気さが目に付くところがあり、上司である佐治にも臆することなくものを言う。
達川弘（たつかわ ひろし）
警部補。水野と行動を共にする。田端や佐治には「タッつぁん」と呼ばれ、佐治も一目置くベテラン刑事。
海堀良一（かいほり りょういち）
特命捜査第四係所属。マル暴刑事だった経験も持つ、安積が目黒署にいた時の先輩でもある。ある理由から柳井武春に事情を聴きたいと考え、安積に刑事部長に知られないよう動いて欲しいと頼み込む。
池谷陽一（いけたに よういち）
捜査一課管理官（警視）。実質的な捜査本部の指揮を執る。安積とはあまり対立することはない。
田端守雄（たばた もりお）
捜査一課長（警視正）で50歳。刑事畑一筋のノンキャリア。べらんめえ口調でしゃべる。

## 書籍情報
- 単行本：2019年6月15日発売、角川春樹事務所、ISBN 978-4-75841337-4[1]
- 文庫本：2021年7月15日発売、ハルキ文庫、ISBN 978-4-75844420-0[2]